# Rhynchostegium brevicuspis
Rhynchostegium brevicuspis är en bladmossart som beskrevs av C. Müller 1897. Rhynchostegium brevicuspis ingår i släktet näbbmossor, och familjen Brachytheciaceae. Inga underarter finns listade i Catalogue of Life.